# Гірськолижний спорт на зимових Олімпійських іграх 2010 — швидкісний спуск (жінки)
Змагання з швидкісного спуску серед жінок на зимових Олімпійських іграх 2010 пройшли 17 лютого на трасі у Вістлер Кріксайд (Вістлер, Британська Колумбія). Спуск носив ім'я Дейва Мюррея і починався на висоті 1595 метрів над рівнем моря, а закінчувався на висоті 825 метрів, тобто загальний перепад висот становив 770 метрів, а довжина траси — 2,939 кілометрів. Кількість воріт — 43. У змаганнях взяли участь 45 спортсменок з 22 країн світу (канадійка Джорджія Сіммерлінг була заявлена, але не вийшла на старт), 37 гірськолижниць дістались фінішу і було класифіковані.
Змагання були проведені у Вістлер Кріксайд з 11:00 до 13:45 за місцевим часом (UTC-8). Це був перший вид гірськолижної програми серед жінок. Замість запланованих 1 години 45 хвилин через чисельні падіння і сходи гірськолижниць змагання продовжувались більше 2,5 годин і закінчилися близько 13:45 за місцевим часом. Температура повітря на старті -1,4°С, на фініші +4,3°С. Сонячно, сніг на трасі — щільний.
Олімпійська чемпіонка 2006 року австрійка Міхаела Дорфмайстер закінчила кар'єру і не брала участі у змаганнях.
Ліндсі Вонн стала першою американкою, що виграла золото в швидкісному спуску на зимових Олімпійських іграх. На рахунку американських чоловіків було 2 золота у цьому виді програми — у 1984 році виграв Білл Джонсон, а у 1994 році в Ліллехаммері переміг Томмі Мо.
За всю історію гірськолижного спорту на Олімпійських іграх це всього лише другий випадок, коли американки змогли виграти відразу і золото, і срібло. У 1984 році у Сараєво у гігантськом слаломі чемпіонкою стала Деббі Армстронг, а Крістін Купер посіла друге місце. Там же у Сараєво єдиний раз це вдалося і американським чоловікам — перші два місця у слаломі посіли брати Філ і Стів Маре.
Цікаво, що якщо у чоловічому швидкісному спуску, що пройшов за 2 дні до жіночого, відразу 15 спортсменів «уклалися» в 1 секунду на фініші, то серед жінок тільки срібний призер Джулія Манкузо програла чемпіонці Вонн менше секунди.
Американці за двоє перших перегонів у Ванкувері виграли більше медалей у гірськолижному спорті (у чоловічому швидкісному спуску бронзу виграв Боде Міллер), чим 4 роки назад у Турині за всі Олімпійські ігри, де у них було тільки 2 золоті медалі.

## Призери

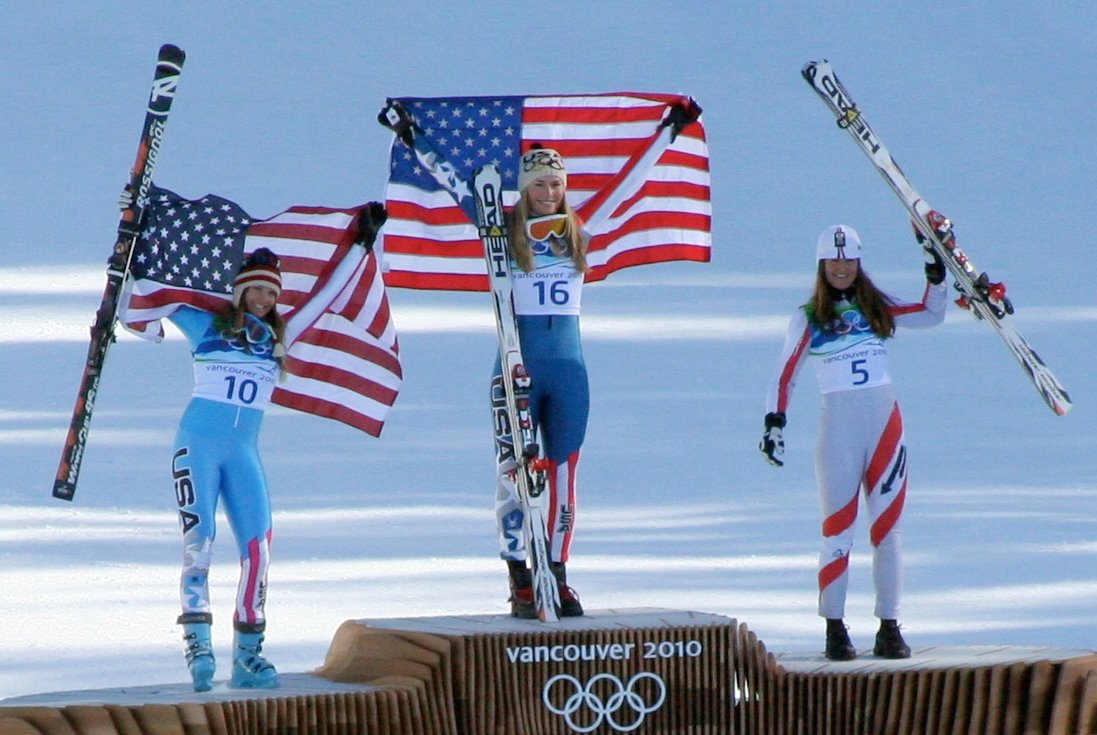
Олімпійський п'єдестал у жіночому швидкісному спуску.

| Золото      | Срібло         | Бронза          |
| Ліндсі Вонн | Джулія Манкузо | Елізабет Гергль |

## Перед стартом
Основною фавориткою змагань була лідер Кубку світу у загальному заліку та заліку швидкісного спуску американка Ліндсі Вонн, яка виграла п'ять перших етапів з швидкісного спуску у сезоні і поступилася тільки на останньому передолімпійському етапі. Головною її суперницею на Олімпійських іграх у цій дисципліні вважалася її подруга — німкеня Марія Ріш, яка і виграла цей передоліміпійський швидкісний спуск у Санкт-Моріці. Завадити американці виграти могла також і травма гомілки, яку Вонн отримала на тренуванні напередодні Олімпійських ігор. Але відкладений через погодні негаразди старт у суперкомбінації дав Вонн ще декілька днів спочинку і допоміг відновитись.

### Становище лідерів Кубку світу у заліку швидкісного спуску (після 6 з 8 етапів)[2]
| Позиція |               | Очки |
| ------- | ------------- | ---- |
| 1.      | Ліндсі Вонн   | 545  |
| 2.      | Марія Ріш     | 416  |
| 3.      | Аня Персон    | 325  |
| 4.      | Інгрід Жакемо | 234  |
| 5.      | Емілі Брідон  | 195  |

Переможці передолімпійських етапів Кубку світу сезону 2009/10: Ліндсі Вонн — 5 (Лейк Луїз (двічі), Гаус-ім-Енншталь (двічі), Кортіна), Марія Ріш — 1 (Санкт-Моріц).

### Проблеми з погодою
Ще до початку Олімпійських ігор стало зрозуміло, що проблем з погодою не уникнути. Тепла погода, проблеми зі снігом, дощем, туманом, волога та пухка траса — все це призвело до переносу старту гірськолижних змагань у чоловіків у швидкісному спуску та у жінок у суперкомбінації. Та пізніше погода налагодилася і після старту чоловіків у швидкісному спуску на старт змогли вийти і жінки. У ніч перед стартом трасу підморозило і на снігу з'явилася крижана кірка, що разом лише з одним тренуванням, яке провели спортсменки на трасі, зробило змагання дуже небезпечними.

## Хід змагань
Елізабет Гергль, що стартувала п'ятою, захопила проміжне лідерство у змаганнях, проїхавши дистанцію за 1:45,65. Її результат змогла побити американка Джулія Манкузо, що стартувала десятою, на 0,9 с. Слідом за нею стартувала швейцарка Домінік Гізін, яка не змогла зберегти рівновагу під час стрибка перед самим фінішем і впала, загубила лижі і палиці й пролетіла поряд з фінішним створом. Через декілька хвилин спортсменка зуміла самостійно піднятися і піти зі схилу. Швейцарка йшла на попередній третій час. Старт наступної спортсменки було затримано на 10-15 хвилин. Через декілька хвилин італійка Даніела Мерігетті, яка стартувала 13-ю, також упала незадовго до фінішу і збила одні з воріт, що викликало ще одну паузу у змаганнях. Мерігетті не отримала серйозних травм. 16-ю стартувала головна фаворитка змагань, Ліндсі Вонн, яка виправдала це звання і посіла на фініші перше місце, вигравши при цьому у Манкузо 0,56 с. Француженка Маріон Роллан, що стартувала 20-ю, наступила палкою на лижу і впала через декілька метрів після старту.
Після Роллан стартувала багаторазова чемпіонка світу, володарка 5 олімпійських медалей, шведка Аня Персон. Аня шла по трасі з другим часом, поступаючись Вонн менше 0,4 с, але під час стрибка перед самим фінішем, де до цього впала швейцарка Гісін, Персон втратила рівновагу і, пролетівши декілька десятків метрів, упала на спину, загубивши лижі та палиці і збила при цьому одні з воріт. Аня змогла залишити траси самостійно, але при цьому помітно кульгала. Персон втратила, таким чином, реальну можливість на першому ж старті на Олімпійських іграх-2010 стати третьою в історії гірськолижного спорту володаркою 6 олімпійських нагород (у норвежця Четиля Андре Омодта їх 8, а у хорватки Яниці Костелич — 6). Через декілька днів, ставши третьою у суперкомбінації, Персон, все-таки, виграла свою 6-ту олімпійську нагороду.
Марія Ріш, що вважалася однією з претенденток на медалі, була вимушена чекати близько десяти хвилин на старті після падіння Персон, на трасі зробила декілька помилок і посіла у підсумку лише восьме місце. Після фінішу Вонн ніхто зі спортсменок, крім Персон, на проміжних відсічках часу не зміг суттєво наблизитися до графіка проходження американки.

## Результати

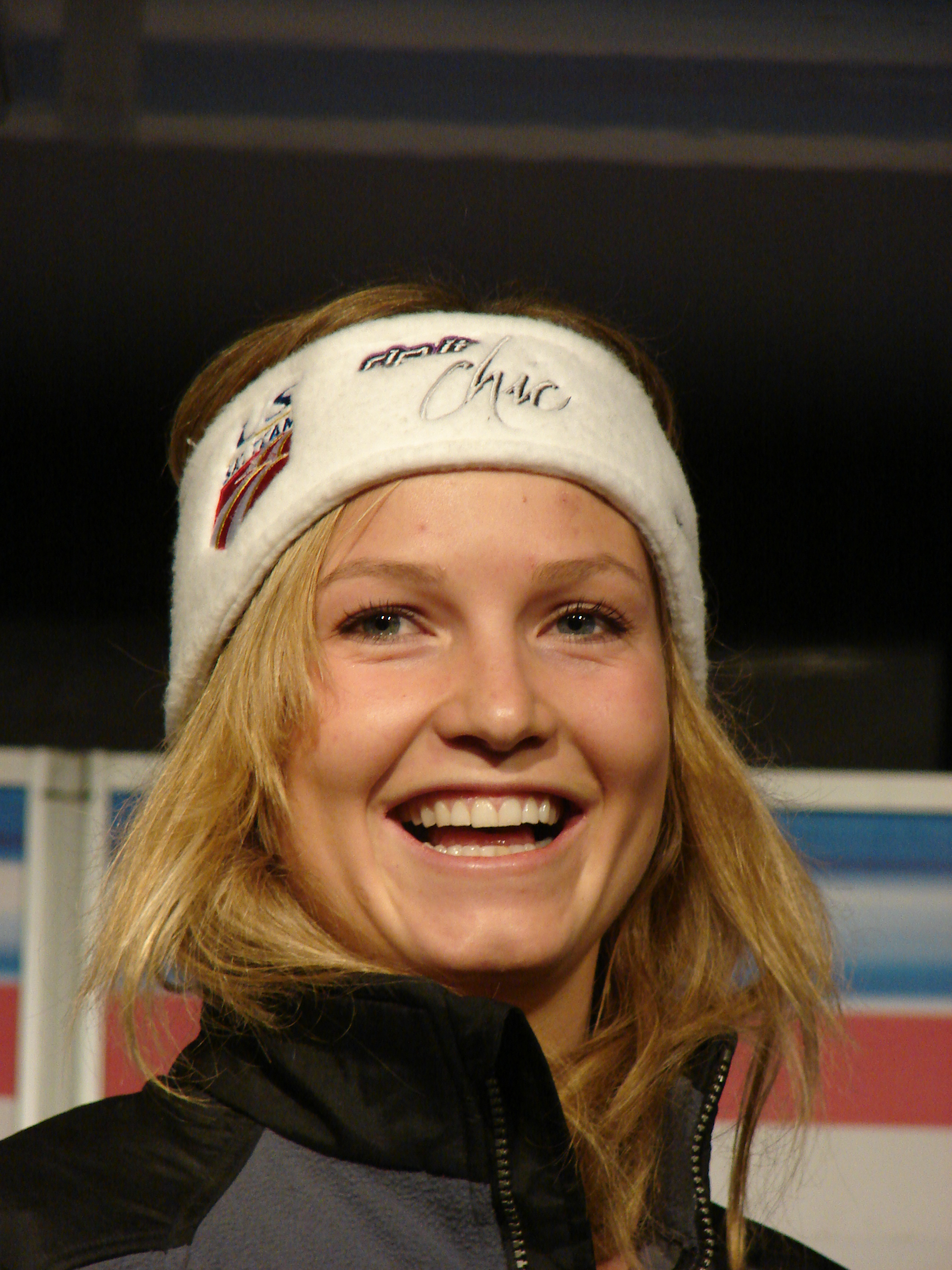
Джулія Манкузо, срібна призерка.

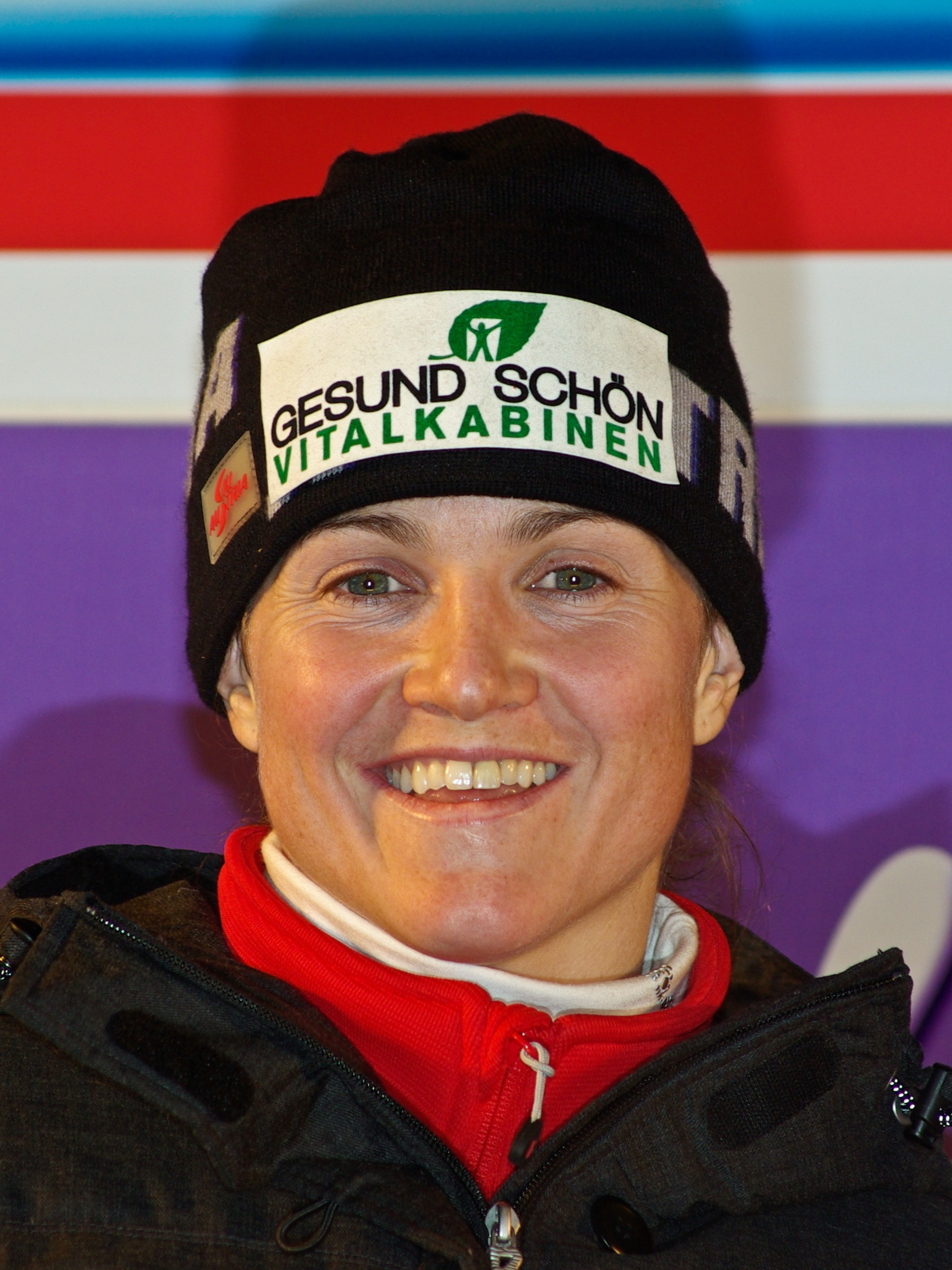
Елізабет Гергль, бронзова призерка.

| Місце | Стартовий номер | Спортсмен                  | Час     | Відставання |
| ----- | --------------- | -------------------------- | ------- | ----------- |
| 01    | 16              | Ліндсі Вонн                | 1:44,19 | 0,00        |
| 02    | 10              | Джулія Манкузо             | 1:44,75 | +0,56       |
| 03    | 5               | Елізабет Гергль            | 1:45,65 | +1,46       |
| 4     | 14              | Андреа Фішбахер            | 1:45,68 | +1,49       |
| 5     | 18              | Фаб'єнн Сутер              | 1:46,17 | +1,98       |
| 6     | 6               | Брітт Янік                 | 1:46,21 | +2,02       |
| 7     | 15              | Марі Маршан-Арв'є          | 1:46,22 | +2,03       |
| 8     | 22              | Марія Ріш                  | 1:46,26 | +2,07       |
| 9     | 7               | Лючія Рекк'я               | 1:46,50 | +2,31       |
| 10    | 27              | Джина Штехерт              | 1:46,93 | +2,74       |
| 11    | 4               | Стейсі Кук                 | 1:46,98 | +2,79       |
| 12    | 12              | Надя Штігер                | 1:47,22 | +3,03       |
| 13    | 2               | Чеммі Елкотт               | 1:47,31 | +3,12       |
| 14    | 28              | Регіна Мадер               | 1:47,53 | +3,34       |
| 15    | 3               | Кароліна Руїз Кастільо     | 1:47,62 | +3,43       |
| 16    | 17              | Емілі Брайдон              | 1:47,88 | +3,69       |
| 17    | 8               | Орелі Ревілє               | 1:47,92 | +3,73       |
| 18    | 24              | Тіна Мазе                  | 1:47,94 | +3,75       |
| 19    | 9               | Надя Камер                 | 1:48,14 | +3,95       |
| 20    | 36              | Маруша Ферк                | 1:48,24 | +4,05       |
| 21    | 37              | Шона Рубенс                | 1:48,53 | +4,34       |
| 22    | 26              | Йоханна Шнарф              | 1:48,77 | +4,58       |
| 23    | 19              | Інгрід Жакемо              | 1:48,85 | +4,66       |
| 24    | 32              | Александра Колетті         | 1:48,92 | +4,73       |
| 25    | 29              | Анна Феннінгер             | 1:49,95 | +5,76       |
| 26    | 34              | Олена Простєва             | 1:50,07 | +5,88       |
| 27    | 31              | Шарка Загробська           | 1:50,68 | +6,49       |
| 28    | 39              | Мірея Гутьєррес            | 1:52,87 | +8,68       |
| 29    | 42              | Марія Белен Сімарі Біркнер | 1:53,62 | +9,43       |
| 30    | 25              | Джессіка Лінделл-Вікарбі   | 1:53,76 | +9,57       |
| 31    | 38              | Макарена Сімарі Біркнер    | 1:54,25 | +10,06      |
| 32    | 40              | Агнешка Гасєніца Даніель   | 1:55,10 | +10,91      |
| 33    | 45              | Марія Кіркова              | 1:56,80 | +12,61      |
| 34    | 41              | Ноель Барахона             | 1:57,47 | +13,28      |
| 35    | 43              | Анна Береш                 | 1:57,86 | +13,67      |
| 36    | 44              | Людмила Фєдотова           | 2:01,58 | +17,39      |
| 37    | 1               | Клара Кріжова              | 2:09,27 | +25,08      |
| —     | 11              | Домінік Гізін              | DNF     |             |
| —     | 13              | Даніела Мерігетті          | DNF     |             |
| —     | 20              | Маріон Роллан              | DNF     |             |
| —     | 21              | Аня Персон                 | DNF     |             |
| —     | 30              | Єлена Фанкіні              | DNF     |             |
| —     | 35              | Едіт Міклос                | DNF     |             |
| —     | 33              | Джорджія Сіммерлінг        | DNS     |             |
| —     | 23              | Еліс Маккенніс             | DSQ     |             |

- DNS — не вийшла на старт
- DNF — не фінішувала
- DSQ — дискваліфікована